# Vladimír Boštík
Vladimír Boštík (* 30. říjen 1959 Vysoké Mýto) je český podnikatel a mezi lety 1994 až 2002 starosta obce Vraclav na Orlickoústecku.

## Život
Vyučil se automechanikem, v mládí pracoval jako řidič sanitky.
Boštík také podnikal v autodopravě, jeho společnost zajišťovala provoz sanitek pro nemocnici ve Vysokém Mýtě.
Rovněž se neúspěšně pokoušel dosáhnout privatizace této nemocnice, a to kvůli obavám ze zamýšleného zrušení akutní péče.

## Politické působení

### Starosta a zastupitel obce Vraclav
Mezi lety 1994 až 2002 vykonával jako nestraník funkci starosty Vraclavi. V komunálních volbách v roce 2002 znovu kandidoval do zastupitelstva Vraclavi, tentokrát již jako člen SNK ED. Mandát se mu podařilo získat, zastupitelem byl do roku 2006.

### Volby do Poslanecké sněmovny 2013
Ve volbách do Poslanecké sněmovny PČR v roce 2013 neúspěšně kandidoval v Pardubickém kraji jako nestraník na 3. místě kandidátky hnutí Úsvit přímé demokracie Tomia Okamury.

### Kandidatura na prezidenta ČR (2018)
V srpnu 2017 oznámil Boštík svou kandidaturu na prezidenta v prezidentských volbách 2018. Údajně se mu podařilo nasbírat přes 63 000 podpisů občanů, nakonec se kandidatury vzdal ze zdravotních důvodů.

### Kandidatura na prezidenta ČR (2023)
Dne 30. června 2021 oznámil svou v pořadí již druhou kandidaturu na prezidenta, a to v prezidentských volbách 2023.
Kandidaturu chtěl založit na podpisech občanů, po republice hodlal jezdit v obytném automobilu. Na funkci prezidenta však nakonec vůbec nekandidoval.